# Оранијенбаум
Оранијенбаум (њем. Oranienbaum) град је у њемачкој савезној држави Саксонија-Анхалт. Једно је од 39 општинских средишта округа Витенберг. Према процјени из 2010. у граду је живјело 3.341 становника. Посједује регионалну шифру (AGS) 15091240.

## Географски и демографски подаци
Оранијенбаум се налази у савезној држави Саксонија-Анхалт у округу Витенберг. Град се налази на надморској висини од 64 метра. Површина општине износи 32,3 km². У самом граду је, према процјени из 2010. године, живјело 3.341 становника. Просјечна густина становништва износи 103 становника/km².